# Goats Head Soup
Goats Head Soup este al 11-lea album de studio britanic respectiv al 13-lea american al trupei The Rolling Stones, lansat în 1973. Conține cântecul "Angie" care a atins primul loc în topul singleurilor atât în SUA cât și în Regatul Unit.

## Tracklist
1. "Dancing with Mr. D." (4:53)
2. "100 Years Ago" (3:59)
3. "Coming Down Again" (5:54)
4. "Doo Doo Doo Doo Doo (Heartbreaker)" (3:26)
5. "Angie" (4:33)
6. "Silver Train" (4:27)
7. "Hide Your Love" (4:12)
8. "Winter" (5:30)
9. "Can You Hear the Music" (5:31)
10. "Star Star" (4:25)

- Toate cântecele au fost scrise de Jagger/Richards.

## Single-uri
- "Angie"/"Silver Train" (1973)
- "Doo Doo Doo Doo Doo (Heartbreaker)"/"Dancing with Mr. D." (1973)

## Componență
- Mick Jagger - solist vocal și voce de fundal, chitară acustică, muzicuță, pian pe "Hide Your Love"
- Keith Richards - chitară, solist vocal pe "Coming Down Again", voce de fundal, chitară electrică și acustică, chitară bas pe "Silver Train"
- Mick Taylor - chitară electrică și acustică, chitară bas pe "Dancing with Mr. D." și "Coming Down Again", voce de fundal
- Charlie Watts - baterie
- Bill Wyman - chitară bas